# Gallegos de Hornija (kommunhuvudort)
Gallegos de Hornija är en kommunhuvudort i Spanien.   Den ligger i provinsen Provincia de Valladolid och regionen Kastilien och Leon, i den centrala delen av landet, 180 km nordväst om huvudstaden Madrid. Gallegos de Hornija ligger 716 meter över havet och antalet invånare är 153.
Terrängen runt Gallegos de Hornija är huvudsakligen platt. Gallegos de Hornija ligger nere i en dal. Runt Gallegos de Hornija är det mycket glesbefolkat, med 7 invånare per kvadratkilometer. Närmaste större samhälle är Tordesillas, 14,4 km sydost om Gallegos de Hornija. Trakten runt Gallegos de Hornija består till största delen av jordbruksmark.